# Hägerstensåsen (stacja metra)
Hägerstensåsen – powierzchniowa stacja sztokholmskiego metra, leży w Sztokholmie, w Söderort, w dzielnicy Hägersten-Liljeholmen, w części Hägerstensåsen. Na czerwonej linii metra T14, między Västertorp a Telefonplan. Dziennie korzysta z niej około 5 000 osób.
Stacja znajduje się między Personnevägen z Sedelvägen, przed wejściem do 400-metrowego tunelu. Posiada dwa wyjścia, które zlokalizowane są przy Personnevägen i na końcu Sedelvägen. 
Otworzono ją 5 kwietnia 1964 jako 56. stację w systemie wraz z odcinkiem T-Centralen-Fruängen. Posiada jeden peron.

## Czas przejazdu
| Linia | Stacja        | Czas przejazdu | Stacja                                                    | Czas przejazdu                    |
| T14   | Fruängen      | 3 min          | Liljeholmen Slussen Gamla stan T-Centralen Östermalmstorg | 6 min 12 min 14 min 16 min 18 min |
| T14   | Mörby centrum | 31 min         | Liljeholmen Slussen Gamla stan T-Centralen Östermalmstorg | 6 min 12 min 14 min 16 min 18 min |

## Otoczenie
W otoczeniu stacji znajdują się:
- Västertorpshallen
- Hägerstensåsens skola
- Hägerstensåsens bollplan